# Joseph Glaubrech

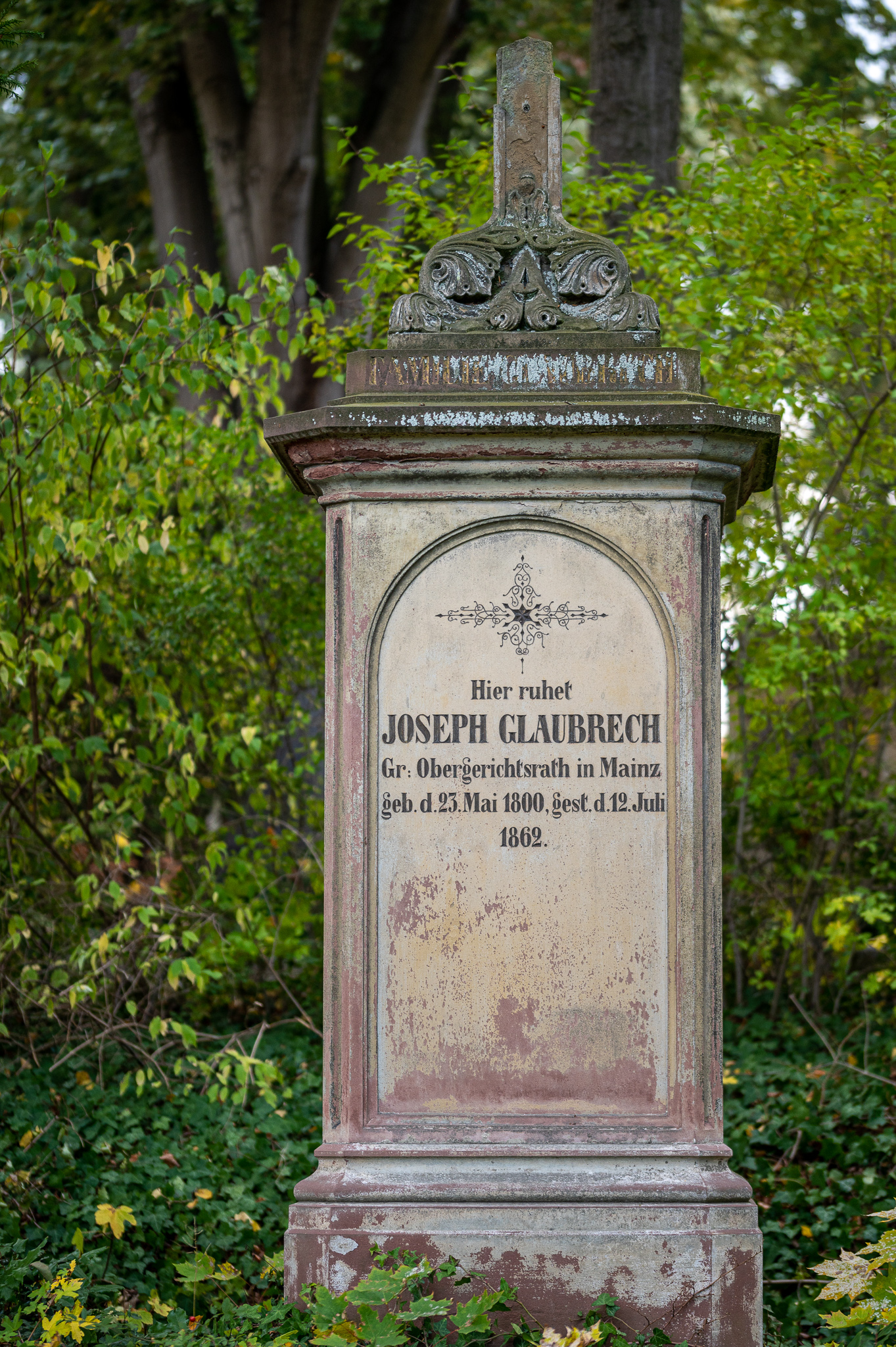
Grabmal Joseph Glaubrech auf dem Mainzer Hauptfriedhof

Johann Joseph Christian Friedrich Glaubrech (* 24. Mai 1800 in Mainz; † 12. Juli 1862 ebenda) war ein hessischer Richter und Politiker und ehemaliger Abgeordneter der 2. Kammer der Landstände des Großherzogtums Hessen. Ob der Rufname Johann oder Joseph war, ist unklar.

## Leben
Joseph Glaubrech war der Sohn von Johann Joseph Glaubrech und dessen Frau Susanne geborene Lamm. Joseph Glaubrech, der katholischer Konfession war, heiratete Ottilia geborene Trau. Die gemeinsame Tochter Elise (1836–1905) heiratete später den Richter Georg Röder.
Joseph Glaubrech studierte ab 1817 Rechtswissenschaften an der Universität Gießen und schloss das Studium mit der Promotion zum Dr. jur. ab. Während seines Studiums wurde er 1819 Mitglied der Gießener Allgemeinen Burschenschaft Germania. Nach dem Studium wurde er 1820 Polizeisekretär in Mainz. 1823 wurde er Advokat-Anwalt in Mainz und 1844 Ergänzungsrichter am Obergericht Mainz. Eine Untersuchung wegen Teilnahme am Preßverein wurde 1836 eingestellt, wie im Schwarzen Buch der Frankfurter Bundeszentralbehörde (Eintrag Nr. 529) festgehalten ist. 1846 wurde er Obergerichtsrat in Mainz. 1848 war er Mitglied des Vorparlaments.

## Politik
In der 5. bis 10. Wahlperiode (1832–1847) war er Abgeordneter der zweiten Kammer der Landstände des Großherzogtums Hessen. In den Landständen vertrat er den Wahlbezirk Rheinhessen 7/Pfeddersheim. 1849 wurde er in einer Nachwahl für den verstorbenen Conrad Heinrichs im Wahlbezirk Rheinhessen 8/Osthofen erneut in den Landtag gewählt. Auch in der 12. Wahlperiode vertrat er Osthofen im Landtag (der Wahlbezirk war nun die Nummer Rheinhessen 11). Er vertrat liberale Positionen.